# Eijo
Eijo o San Cristobo de Eixo (llamada oficialmente San Cristovo do Eixo) es una parroquia española del municipio de Santiago de Compostela, en la provincia de La Coruña, Galicia.

## Entidades de población
Entidades de población que forman parte de la parroquia:
- A Veiga
- Bornais
- Eixo de Abaixo[5] (O Eixo de Abaixo)
- Eixo de Arriba[6] (O Eixo de Arriba)
- Iglesario[7] (O Igrexario). En el INE aparece como O Igrexario do Eixo.
- Laranxos[8] (Os Laranxos)
- O Gaioso
- Pereiras do Eixo (Pereiras)
- Piñeiro.[9] En el INE aparece como Piñeiro do Eixo.
- Urceira[10] (A Uceira)
- Valado[11] (O Valado). En el INE aparece como O Valado do Eixo.

## Demografía
| Gráfica de evolución demográfica de Eijo entre 2000 y 2019 |
|                                                            |
| Datos según el nomenclátor publicado por el INE.           |